# Qinglonghu
Qinglonghu (kinesiska: 青龙湖, 青龙湖镇) är en köping i Kina. Den ligger i Fangshan i storstadsområdet Peking, i den norra delen av landet, omkring 36 kilometer sydväst om stadskärnan. Antalet invånare är 44 598. Befolkningen består av 21 374 kvinnor och 23 224 män. Barn under 15 år utgör 10,0 %, vuxna 15-64 år 81 %, och äldre över 65 år 8,0 %.